# Dryptosauroides grandis
Dryptosauroides grandis
(gr. “similar al Dryptosaurus grande”) es la única especie conocida del género dudoso extinto Dryptosauroides de especie de dinosaurio terópodo abelisáurido, que habitó a finales del período Cretácico, hace aproximadamente entre 65 millones de años en el Maastrichtiense en lo que es hoy el Subcontinente Indio.

## Descripción
Se calcula que fue un cazador de tamaño medio, las vértebras tienen una longitud de trece a catorce centímetros, lo que indica una longitud total del cuerpo de aproximadamente 6 a 8 metros, una altura de la cadera de 2 metros y un peso de 1 tonelada.

## Descubrimiento e investigación
Conocido por una serie de 6 vértebras caudales proximales, encontradas en la Formación Lameta, en el estado de Madhya Pradesh cerca de Jabalpur, la India.
Las género "Dryptosauroides" fue nombrado sin descripción en 1932 por Friedrich von Huene y descrito por Friedrich von Huene y Charles Alfred Matley en 1933, como Dryptosauroides grandis, lo que hace que el nombre sea válido. El nombre del género significa "similar al Dryptosaurus". El nombre de la especie significa "el grande" en latín.
Los fósiles, catalogados GSI K20/334, GSI K20/609, GSI K27/549, GSI K27/601, GSI K27/602, GSI K27/626, se excavaron en la cama de carnosaurios en Bara Simla, Madhya Pradesh, en capas de la formación Lameta que data de final del  Maastrichtiense. Es una serie de seis vértebras proximales de la cola, que Matley había visto como vértebras dorsales. También se le asignan algunas costillas y costillas del cuello a la especie.

## Clasificación
Inicialmente, Dryptosauroides fue considerado miembro de la Coelurosauria. Novas en 2004 demostró que era un representante de la Ceratosauria, posiblemente se clasifica dentro del Abelisauroidea. es indistinguible de otro predador de la Formación Lameta o del Majungasaurus. Dado que los fósiles no muestran características que permitan una diferenciación a otros géneros, Dryptosauroides se considera hoy como un nomen dubium. Dryptosauroides se une a más de media docena de especies de Abelisauroidea que se describen de la formación Lameta. Dado que los huesos raramente se encuentran en contexto yen su mayoría están aislados y que una gran parte de estos fósiles se encuentra perdido hoy en día, estos géneros no pueden separarse de manera significativa unos de otros de acuerdo con el conocimiento actual. Así que pertenecía el material óseo perteneciente a Dryptosauroides, Coeluroides , Lametasaurus, Indosuchus , Indosaurus, Ornithomimoides mobilis y Rajasaurus, probablemente pertenezcan a solo uno o dos géneros diferentes.